# Pullman, Washington
Pullman là một thành phố nằm trong quận Whitman thuộc tiểu bang Washington, Hoa Kỳ.
Thành phố này được đặt tên theo George Pullman (1831 – 1897). Theo điều tra dân số của Cục điều tra dân số Hoa Kỳ năm 2000, thành phố có dân số người.

## Địa lý
Theo Cục điều tra dân số Hoa Kỳ, thành phố có diện tích km², trong đó có km² là diện tích mặt nước.